# Eurynecroscia nigrofasciata
Eurynecroscia nigrofasciata ist ein Insekt aus der Ordnung der Gespenstschrecken. Die Gattung Eurynecroscia ist monotypisch, sie enthält als einzige rezente Art Eurynecroscia nigrofasciata.

## Merkmale
Die Tiere wirken robust, insbesondere die weiblichen. Die ausgewachsenen Männchen sind 55–59 mm lang, die Weibchen 77–96 mm. Ihre Flugflügel sind relativ großflächig mit Flügelspannweiten von etwa 13 cm. 
Die Tiere sind stark glänzend und auffallend gefärbt. Kopf, Körper und Beine der Weibchen sind strahlend gelb bis blass grün, bei den Männchen sind Kopf und Thorax metallisch dunkelblau oder grün gefärbt, Abdomen dunkelschwärzlich braun und die Beine schwarz. Bei den Weibchen sind die vorderen Deckflügel hellgrün, die hinteren Flügel hellgelb mit einem breiten schwarz-weißen Radialstreifen; die Vorderflügel der Männchen sind leuchtend gelblich grün, die Hinterflügel gelb mit einem breiten schwarzen Randband.
Am Kopf befinden sich keine Ocelli; die Antennen sind filiform und nehmen bei Weibchen 3/4 der Körperlänge ein, bei Männchen die volle Körperlänge.

## Verbreitung
Die Tiere werden nur selten aufgefunden, ihr Verbreitungsgebiet erstreckt sich über Teile Malaysias.

## Fortpflanzung
Die Eier sind etwa 7 mm lang und 1,9 mm dick, dunkel mahagonibraun mit einem grauen Bereich am vorderen Eipol. Die Inkubationszeit erfolgt wie beschrieben in der HH-Methode auf leicht feuchtem Sand und dauert etwa 5–6 Monate bei ca. 20–23 °C. Die etwa 14 mm langen Larven bestehen aus einem orange-braunen Körper, schwarze Augen und zwei weiß-schwarz geringelte Antennen.

## Taxonomie und Trivialnamen
Die Erstbeschreibung erfolgte unter dem Namen (Basionym) Tagesoidea nigrofasciata im Jahre 1908 durch Redtenbacher. Sie wurde also zur Gattung Tagesoidea gestellt. Die Neukombination zu Eurynecroscia nigrofasciata wurde im Jahre 2013 durch Hennemann & Conle veröffentlicht, die diese Art in die Gattung Eurynecroscia stellen. Manchmal wird diese Art auch unter ihrem alten wissenschaftlichen Namen gelistet z. B. in Insektensammlungen (Fotos von Insektensammlungen). In englischer Sprache werden unter Insektensammlern auch die Trivialnamen „Yellow Umbrella Stick Insect“ und „Yellow Fan Stick Insect“ verwendet. Es sind keine Unterarten von Eurynecroscia nigrofasciata bekannt.